# Los músicos
Los músicos (también llamada Concierto de jóvenes) es el primer cuadro de la serie denominada «Pinturas Del Monte», realizadas por Caravaggio en torno a 1595 para el poderoso cardenal Francesco Del Monte. De hecho, este era uno de los cuatro cuadros de temática musical que decoraron su camerino de su Palazzo Madama. 
En esta pintura se aprecia a un trío de jóvenes músicos, probablemente ensayando o dando un concierto, y un cuarto vestido de cupido extendiendo la mano hacia un racimo de uvas. La imagen es una alegoría que relaciona la música con el sustento del amor del mismo modo que la comida es el sustento de la vida. Caravaggio usaría, a partir de esta obra, el tema de la música en sus cuadros. Con ella, además, inicia la tradición de autorretratarse a menudo en sus obras, como lo hace en el joven de la derecha con el rostro girado hacia el espectador. Posiblemente se trate de meros conocidos o amigos de Caravaggio, dado el gran realismo del cuadro. El muchacho disfrazado de cupido se parece mucho al de Muchacho pelando fruta y el ángel de San Francisco de Asís en éxtasis. Los rostros de dos jóvenes denotan un gran esfuerzo puesto en su obra, como se advierte en la concentración del primer joven de derecha a izquierda, absorto en sus pensamientos mientras lee la partitura. Los manuscritos indican que los muchachos están tocando madrigales, celebrando al amor, los ojos del laudista, la figura principal, tienen lágrimas; las canciones describen el dolor del amor más que sus placeres; el violín en primer plano sugiere un quinto participante, implicando así al espectador en la escena.